# Roland Juno-D
Le Juno-D est un synthétiseur du constructeur Roland Corporation, produit à partir de 2005.
Il fait partie de la série des synthétiseurs Juno, au même titre que le Juno-G sorti en 2006. 
Il est doté d'un clavier 61 notes, de 47 multi-effets, 8 types de réverbération et 8 types de chorus. La polyphonie est de 64 voix.